# Régi Baszmannaja utca
A Régi Baszmannaja utca (oroszul Старая Басманная улица) Moszkva Központi közigazgatási körzetének Baszmannij kerületében található. A Szadovoje kolco (Kertkörút) mentén fekvő Zemljanoj val (Földsánc) tértől a Razguljaj térig tart egy kilométer hosszan.
Az útszakasz megközelíthető a Szokolnyicseszkaja metróvonal Krasznije vorota, valamint az Arbatszko-Pokrovszkaja metróvonal Baumanszkaja és Kurszkaja állomásaitól.

## Elnevezései
A XVII. században a hely a Baszmannaja szloboda (Басманная слобода) nevű térség része volt. Ennek a helyén van ma a Régi és az Új Baszmannaja utca és több kisebb utcácska.
A kialakuló utcát kezdetben csak Baszmannaja utcának nevezték. 1730-tól használták a Régi Baszmannaja utca nevet. 1918–19-ben a Kommün utca (улица Коммуны), 1919–38 között a Marx utca (Марксова улица), majd 1994-ig a Karl Marx utca (улица Карла Маркса) nevet viselte, azóta ismét Régi Baszmannaja utca.
A Baszmannaja és a Baszmannij közös szótöve, a baszman az egyik értelmezés szerint udvari, kincstári kenyeret jelent, amit bélyeggel (baszma) jelöltek meg. Más magyarázat szerint a baszma a régi Rusz idején az ikonok díszítéséhez használt vékony fémlemez neve volt. Egy 1883-ban kiadott moszkvai útikalauz egy harmadik magyarázattal szolgál: eszerint az utcát Fjodor Baszmanov, Rettegett Iván cár bizalmasa és egyes – bár vitatott – leírások szerint szeretője tiszteletére nevezték el, akinek itt volt háza.

## A Három nővér és a paródia
Anton Pavlovics Csehov Három nővérének első felvonásában Olga, Masa és Irina arról beszél, hogy jó lenne Moszkvába költözni, majd rácsodálkoznak, hogy az érkező Versinyin alezredes moszkvai. Ekkor játszódik le a következő párbeszéd:
IRINA: Szóval Alekszandr Ignatyevics, ön moszkvai… Micsoda meglepetés!

OLGA: Mi is odaköltözünk.

IRINA: Reméljük, hogy őszre már ott leszünk. A szülővárosunk. Mi ott születtünk. A régi Baszmannaja utcában… (Mindketten kacagnak az örömtől.)

[…]

MASA: Milyen utcában lakott?

VERSINYIN: A régi Baszmannaja utcában.

OLGA: Mi is.

Kosztolányi Dezső fordítása
Körmendi János, Márkus László és Haumann Péter nevezetes paródiájában ezt a jelenetet erőteljesen kidomborítják, még több szereplő és többször mondja ki a Régi Baszmannaja utca nevét.

## Fordítás
- Ez a szócikk részben vagy egészben  a(z)   Старая Басманная улица című orosz Wikipédia-szócikk ezen változatának fordításán alapul.  Az eredeti cikk szerkesztőit annak laptörténete sorolja fel. Ez a jelzés csupán a megfogalmazás eredetét és a szerzői jogokat jelzi, nem szolgál a cikkben szereplő információk forrásmegjelöléseként.
- Ez a szócikk részben vagy egészben  a(z)   Басманная слобода című orosz Wikipédia-szócikk ezen változatának fordításán alapul.  Az eredeti cikk szerkesztőit annak laptörténete sorolja fel. Ez a jelzés csupán a megfogalmazás eredetét és a szerzői jogokat jelzi, nem szolgál a cikkben szereplő információk forrásmegjelöléseként.